# Porizon laevigator
Porizon laevigator är en stekelart som beskrevs av Schiodte 1839. Porizon laevigator ingår i släktet Porizon och familjen brokparasitsteklar. Inga underarter finns listade i Catalogue of Life.